# Lannea
Lannea  es un género  de fanerógamas perteneciente a la familia de las anacardiáceas. Incluye unas 80 especies.

## Taxonomía
El género fue descrito por Achille Richard y publicado en Florae Senegambiae Tentamen 153. 1831. La especie tipo es: Lannea velutina

## Especies
- Lannea acida
- Lannea acuminata
- Lannea afzelii
- Lannea alata
- Lannea amaniensis
- Lannea ambacensis
- Lannea ambigua
- Lannea amboensis
- Lannea angolensis
- Lannea antiscorbutica
- Lannea aspleniifolia
- Lannea asymmetrica
- Lannea bagirmensis
- Lannea barteri
- Lannea buettneri
- Lannea chevalieri
- Lannea cinerascens
- Lannea cinerea
- Lannea coromandelica
- Lannea cotoneaster
- Lannea cuneifoliolata
- Lannea dahomensis
- Lannea decorticans
- Lannea discolor
- Lannea djalonica
- Lannea ebolowensis
- Lannea edulis
- Lannea egregia
- Lannea fruticosa
- Lannea fulva
- Lannea garuensis
- Lannea glaberrima
- Lannea glabrescens
- Lannea glaucescens
- Lannea gossweileri
- Lannea grandis
- Lannea greenwayi
- Lannea grossularia
- Lannea humilis
- Lannea katangensis
- Lannea kersiingii
- Lannea kirkii
- Lannea lagdoensis
- Lannea ledermannii
- Lannea longifoliolata
- Lannea malifolia
- Lannea microcarpa
- Lannea minimifolia
- Lannea multijuga
- Lannea nana
- Lannea nigritana
- Lannea obcordata
- Lannea obovata
- Lannea oleosa
- Lannea ornifolia
- Lannea otavensis
- Lannea rivae
- Lannea rubra
- Lannea rufescens
- Lannea ruspollii
- Lannea schimperi
- Lannea schweinfurthii
- Lannea sessilifoliata
- Lannea somalensis
- Lannea stolzii
- Lannea stuhlmanni
- Lannea stuhlmannii
- Lannea tibatensis
- Lannea tomentosa
- Lannea transulta
- Lannea triphylla
- Lannea velutina
- Lannea virgata
- Lannea welwitschii
- Lannea wodier
- Lannea zastrowiana
- Lannea zenkeri